# Maria Dutli-Rutishauser
Maria Dutli-Rutishauser (Obersommeri, 26 november 1903 - Münsterlingen, 9 september 1995) was een Zwitserse schrijfster.

## Biografie

### Afkomst en opleiding
Maria Dutli-Rutishauser was een dochter van Andreas Ferdinand Rutishauser, die burgemeester, landbouwer en officier was, en van Maria Katharina Forster. Ze liep school in Obersommeri en Ingenbohl. In 1927 trouwde ze met Josef Ulrich Dutli, met wie ze zes kinderen kreeg.

### Carrière
Dutli-Rutishauser vestigde zich in Steckborn en werkte voor de radio en diverse tijdschriften, waaronder Meyers Modeblatt. Haar eerste roman, Der schwarze Tod, verscheen in 1930. Vervolgens bracht ze meerdere populaire regionalistische werken uit met een patriottische insteek, zoals Nicolas de Flue, Der Hüter des Vaterlandes in 1935, dat in 1937 in het Frans werd vertaald onder de titel Le protecteur de la patrie. Na 1945 richtte ze zich op andere thema's en bracht ze onder meer Briefe aus der Zelle uit in 1956 en Unterwegs zu Moscheen und Steppen in 1960. Daarnaast schreef ze diverse hoorspelen en jeugdboeken. Haar œuvre, waarvan meer dan 35 werken zijn vertaald, kenmerkt zich vooral door een christelijk en traditioneel wereldbeeld.

## Werken
- (de)  Der schwarze Tod, 1930.
- (de)  Nicolas de Flue, Der Hüter des Vaterlandes, 1935.
- (de)  Briefe aus der Zelle, 1956.
- (de)  Unterwegs zu Moscheen und Steppen, 1960.